# Daniel Ortega

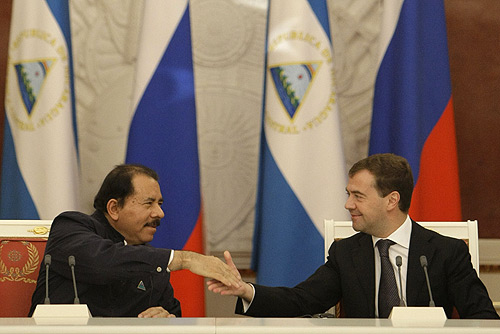
Daniel Ortega a Dmitrij Medveděv v Rusku 18. prosince 2008

José Daniel Ortega Saavedra (* 11. listopadu 1945 La Libertad) je nikaragujský guerillový bojovník, bankovní lupič[zdroj?] a později politik. V současnosti vykonává funkci prezidenta země, funkce se ujal 10. ledna 2007.

## Život
Ortega vyrůstal v rodině, která byla v opozici vůči diktatuře rodu Somozů. V roce 1962 vstoupil do odbojové organizace Sandinovská fronta národního osvobození (FSLN). O rok později začal studovat na univerzitě Universidad de América Central, studium však nedokončil a věnoval se odbojové činnosti.
Roku 1967 se stal vůdcem FSLN pro guerillové akce ve městech. Ve snaze opatřit finanční prostředky pro odboj téhož roku vyloupil banku, byl však dopaden a odsouzen do vězení, kde pobýval do roku 1974. Po propuštění byl vyhoštěn na Kubu, kde za podpory kubánského a sovětského režimu připravoval ozbrojený převrat v Nikaragui.

### Poprvé prezidentem (1985–1990)
Sandinovské frontě se podařilo v roce 1979 svrhnout diktaturu rodu Somozů při tzv. Sandinistické revoluci. Ortega se stal roku 1981 koordinátorem vládní junty a v roce 1984 byl zvolen v nedemokratických volbách prezidentem. Úřadu se ujal až o rok později. Voleb se nemohla účastnit opozice. Od roku 1979 do 1990 byla jedinou vládní stranou. Diktaturu Somozů tak vystřídala marxistická diktatura klanu Ortegů. Jeho režim byl podporován ze strany SSSR, během občanské války za jeho vlády probíhal boj s tzv. „contras“ podporovanými USA a jejich tehdejším prezidentem Ronaldem Reaganem. Po konci studené války v roce 1990 podepsaly obě strany příměří. Následné prezidentské volby Ortega prohrál, úřadu se tak ujala vítězná opoziční uchazečka Violeta Chamorro (španělsky Unión Nacional Opositora; UNO).
Ortega kandidoval i v dalších prezidentských volbách, zprvu však neúspěšně. Roku 1996 prohrál s Arnoldem Alemánem; v roce 2001 s Enriquem Bolañosem.

### Podruhé prezidentem
Vyhrál až volby v roce 2006 v atmosféře přetrvávající chudoby a nespokojenosti s liberálními reformami a s korupcí. K jeho vítězství přispěl i jeho příklon ke katolické církvi, která byla za jeho předešlého režimu perzekvována. Před volbami se mimo jiné zaručil za ochranu zahraničních investic. Úřadu se opět ujal až v roce následujícím. V roce 2009 se však již jako prezident obrátil na soud, aby mu povolil opětovně kandidovat i v následujících prezidentských volbách, a se svým požadavkem u soudu uspěl.
V listopadu roku 2011 byl prezidentem země zvolen potřetí. V rámci tohoto třetího prezidentského období učinil v prosinci roku 2013, poměrem 64 hlasů z 90 hlasujících poslanců, nutné ústavní změny, které mu následně umožnily ucházet se o prezidentský úřad i potřetí v řadě.
Na počátku listopadu roku 2016 se tak stal již počtvrté prezidentem Nikaraguy, když se ziskem 72,5 % odevzdaných hlasů porazil v prezidentském volebním klání kandidujícího Maximina Rodrígueze z Ústavní liberální strany (španělsky Partido Liberal Constitucionalista; PLC). Za svoji zastupující prezidentku si vybral svoji choť Rosariu Murillovou.
V listopadu 2021 byl Daniel Ortega zvolen znovu, na již páté pětileté funkční období, a to se 75 % hlasů podle prvních dílčích oficiálních výsledků zveřejněných Nejvyšší volební radou.

## Osobní život
Od roku 1979 je jeho manželkou Rosario Murillo Zambrana (* 1951), nikaragujská spisovatelka, vrchní tisková mluvčí Ortegovy vlády a televizní obhájkyně jeho vládní politiky, která má ze svého prvního manželství tři děti a se současným druhým mužem, Danielem Ortegou, pak dalších sedm.

## Zastávané názory
Zastává ideu multipolárního světa coby opozici k bipolárnímu či monopolárnímu řádu, ve kterém by jedna supervelmoc diktovala ostatním zemím své zájmy. Angažuje se v dokončení nikaragujského průplavu, který podle jeho slov přispěje k větší nezávislosti jeho země na USA a EU. Kloní se k levici, k větší vzájemnosti zemí Střední a Latinské Ameriky, je odpůrcem neoliberalismu, o němž zmiňuje, že skončil katastrofou.[zdroj?]